# Francisca de Asís Sanchis Ferrer
Francisca de Asís Sanchis Ferrer (Valencia, 24 de abril de 1896 - Valencia, 1982) fue una maestra, naturista y librepensadora española. 

## Biografía
Nació en el seno de una familia de la burguesía valenciana. Su padre, comerciante, la pondría en contacto con el naturismo, el laicismo y el republicanismo: fueron los tres pilares básicos de su vida.
Tras estudiar en la Institución para la Enseñanza de la Mujer, vinculada a la Institución Libre de Enseñanza (ILE), que practicaba una enseñanza libre y activa, ingresó en la Escuela Normal para cursar Magisterio obteniendo el título en 1918. Después realizó un curso de maestra puericultora en la Escuela Provincial de Puericultura. Entre sus profesoras de la Normal, estaban María Carbonell y Angelina Carnicer, relacionadas con la Institución Libre de Enseñanza, influencia que la marcó en el ámbito pedagógico e ideológico.
Durante un curso ejerció de institutriz en Mazagan (Marruecos). En 1922 ingresó en el cuerpo del Magisterio. Su primer destino fue la escuela unitaria de niñas de Pina de Montalgrao, en Castellón. Permaneció ocho años, aunque durante la dictadura de Primo de Rivera se le abrió un expediente gubernativo, seguramente por los estrechos vínculos que mantenía con librepensadores, naturistas, republicanos y masones.
Su pensamiento se caracterizaba por una defensa de la cultura, de la igualdad y de la fraternidad que se concretaba en la práctica del naturismo y del pensamiento libre. Desde muy pronto perteneció a los círculos naturistas valencianos. Allí conoció a un comerciante, Joaquín Calvo Gómez, masón y miembro de la Sociedad Vegetariana Naturista, con quien contrajo matrimonio. Tuvieron un hijo, Horacio, y una hija, Palmira.
Nombrada maestra en la escuela de párvulos de Liria (1930), en 1936 fue trasladada a Valencia a la Fundación Pablo Iglesias (antes Asilo Romero), para cumplir con el decreto de sustitución de las órdenes religiosas en establecimientos dependientes de la Diputación. Antes de proclamarse la república, había ingresado en la Federación de Trabajadores de la Enseñanza (FETE), siendo la primera mujer que formó parte de la organización en Valencia. En diciembre de 1934, tras los sucesos revolucionarios, se afilió a Esquerra Republicana y ejerció de delegada electoral en Liria en las elecciones de febrero; en octubre de 1936 se afilió al Partido Socialista Obrero Español (PSOE).
Finalizada la guerra, fue detenida con su hija Palmira, y encarcelada en una casa particular en Liria. En noviembre de 1939 fue juzgada en Consejo de Guerra, acusada de propagar en la escuela ideas marxistas y antirreligiosas. Condenada a la pena de seis años y un día de prisión, fue trasladada al convento de Santa Clara donde coincidió con la maestra Amparo Navarro y la inspectora de educación Ángela Sempere. De forma paralela al proceso penal, el Ministerio de Educación le abrió el expediente de depuración y la sancionó con separación definitiva del Magisterio. Su vida en prisión fue dura y no salió hasta 1945. Fue apartada definitivamente de la profesión. 
Recurrió su expulsión y en diciembre de 1964 la sanción se transformó en la de traslado dentro de la provincia, sin poder pedir plaza durante tres años con la prohibición de desempeñar cargos directivos y de confianza. En enero de 1965, volvió a ejercer la docencia con ya 69 años.

## Reconocimientos
El documental En el yunque de la desgracia, dirigido por Alberto Herrero Salvador está basado en su vida.